# Bojnik (Novi Grad Sarajevo, BiH)
Bojnik je naseljeno mjesto u općini Novi Grad Sarajevo, Federacija BiH, BiH.

## Povijest
U prošlosti se Bojnik zvao Crnotina (Cernotina) i Žarnotina. Prvi apostolski vikar u Bosni biskup fra Mate Delivić u svome izvješću iz 1737. godine naveo je mjesto Crnotinu (Cernotina) u župi Sarajevo, s 8 katoličkih kuća i 97 katolika. U maticama matica župe Sarajevo, čiji najstariji dokumenti sežu u 1767. godinu, nađen je rod Andrića kao razmjerno brojan i nastanjen od 1772. godine. Starinački rod Hrvata Andrića poslije je zabilježen i u sarajevskim naseljima Dvoru i Otesu (od 1832.), kao i u samom gradu (od 1833.). Postoje i sarajevski Hrvati Andrići koji su od roda Mišića čiji je nadimak bio Andrić. Od tih Andrića je hrvatski književnik Ivo Andrić. Danas postoji katastarska općina Crnotina u Novom Gradu Sarajevu, dok je katastarska općina Bojnik u Sarajevu. Nekadašnje selo Crnotina danas je prigradsko naselje Bojnik.

## Stanovništvo
Nacionalni sastav stanovništva 1991. godine, bio je sljedeći:
ukupno: 108
- Srbi - 56
- Muslimani - 46
- Hrvati - 1
- Jugoslaveni - 5